# Widukind von Waldeck (Osnabrück)
Widukind von Waldeck († 18. November 1269) war von 1265 bis 1269 Bischof von Osnabrück. Er war der zweite Sohn des Grafen Adolf I. von Waldeck († 1270), des eigentlichen Begründers der Grafschaft Waldeck, und dessen erster Gemahlin Sophie († 1254). Damit entstammte er dem Haus Waldeck.
Sein älterer Bruder Heinrich wurde bereits zu Lebzeiten des Vaters Mitregent der Grafschaft, und als nachgeborener Sohn war Widukind daher frühzeitig für eine kirchliche Laufbahn ausersehen. Von 1256 bis 1260 war er Propst am St. Petri-Stift in Fritzlar.  Danach ging er nach Osnabrück, wo er 1265 zum Bischof gewählt wurde. Er war der erste Inhaber des dortigen Stuhls, der dem Domkapitel eine Wahlkapitulation beschwor, in der er zusicherte, die Rechte und Gewohnheiten des Bistums zu erhalten.
Widukind unterstützte, gemeinsam mit seinem Vater Adolf von Waldeck und seinem Bruder Heinrich, den Landgrafen Heinrich I. von Hessen in dessen erfolgreichem Kampf mit Bischof Simon von Paderborn und dem Abt Heinrich III. von Corvey um die territoriale Vorherrschaft in nordhessischen Grenzgebiet zu Westfalen.
Widukinds Vetter Günther I. von Schwalenberg war 1277–1278 Erzbischof-Elekt von Magdeburg und 1307–1310 Bischof von Paderborn.